# Alera
Alera es una pedanía del municipio de Sádaba, en el noroeste de la Comarca de las Cinco Villas en la provincia de Zaragoza, comunidad autónoma de Aragón, en España.

## Contexto
Alera es un pueblo de colonización creado en 1957, aunque no comenzó a habitarse hasta 1965 por 86 colonos procedentes de Layana, Uncastillo, Luesia y Sádaba, localidad de la que depende administrativamente en la actualidad. Fue diseñado por el arquitecto zaragozano José Borobio.
En 2014, tenía una población de unos 200 habitantes aproximadamente, cifra que triplica en verano gracias al turismo proveniente de hijos del pueblo, que han emigrado principalmente a Zaragoza, Pamplona y San Sebastián, además del turismo familiar del País Vasco, debido a la cercanía con San Sebastián.

## Equipamientos
En Alera hay un local social recreativo que cumple las funciones de bar, una tienda, un complejo deportivo que contiene un frontón con pista de fútbol, piscinas, una pista de tenis y un campo de fútbol. La plaza es el centro del pueblo, allí se encuentra la iglesia parroquial de Santa María; en ella se encuentra una escultura del patrón del pueblo: San Isidro, al cual se le rinde homenaje cada 15 de mayo sacándolo en procesión por las principales calles de la localidad.
El Club Deportivo Alera, es el equipo de fútbol y el único club deportivo federado de la localidad, milita en la Segunda Regional Aragonesa.

## Festividades
Las fiestas de la localidad en honor a su patrón San Isidro Labrador, son el 15 de mayo y durante las mismas, se celebran los principales actos, como la suelta de vaquillas, el embolado de un toro de ronda, los bailes, conciertos, disco móviles, comidas y cenas populares, además de juegos infantiles para los más pequeños.